# ماریان ماسنی
ماریان ماسنی (چکی: Marián Masný؛ زادهٔ ۱۳ اوت ۱۹۵۰) بازیکن فوتبال اهل چکسلواکی بود.
از باشگاه‌هایی که در آن بازی کرده‌است می‌توان به باشگاه فوتبال اسلوان براتیسلاوا اشاره کرد.
وی همچنین در تیم ملی فوتبال چکسلواکی بازی کرده‌است.